# اوچپولتسی
اوچپولتسی (به بلغاری: Ovchepoltsi) روستایی در بلغارستان است که در استان پازارجیک واقع شده‌است. اوچپولتسی ۳۰٫۳۹۱ کیلومتر مربع مساحت و ۱٬۱۰۱ نفر جمعیت دارد و ۲۹۸ متر بالاتر از سطح دریا واقع شده‌است.